# Tadeusz Wiśniowski
Tadeusz Wojciech Ignacy Wiśniowski (ur. 18 kwietnia 1865 w Stanisławowie, zm. 12 grudnia 1933  w Warszawie) – polski geolog, profesor Politechniki Lwowskiej, członek Akademii Umiejętności (1890), członek Towarzystwa Naukowego we Lwowie, członek (prezes w 1908) Polskiego Towarzystwa Przyrodników im. Kopernika, członek honorowy Państwowego Instytutu Geologicznego (1919), członek Komisji Fizjograficznej Akademii Umiejętności, stałym członek Rady Wydziału Ogólnego Politechniki Lwowskiej, redaktor czasopisma Kosmos, zastępca członka Komitetu Wydawniczego Muzeum im. Dzieduszyckich we Lwowie.

## Życiorys
Pochodził ze zubożałej rodziny szlacheckiej Wiśniowskich herbu Prus, która została wylegitymowana w Galicji w 1782, z potwierdzeniem szlachectwa w 1821. Była to rodzina patriotyczna. Jego prapradziadek (też Tadeusz Wiśniowski) był uczestnikiem Konfederacji Barskiej. Stryjeczny dziadek Teofil Wiśniowski był jednym z najaktywniejszych spiskowców galicyjskich okresu międzypowstaniowego, za co został stracony we Lwowie w 1847. Stryj Jan Wiśniowski brał udział w Powstaniu na Węgrzech w 1848, po czym wyemigrował do Nowego Yorku, gdzie działał m.in. jako prezes Towarzystwa Polskiego. Jego ojciec, Marceli Wiśniowski, był słuchaczem Akademii Technicznej we Lwowie, następnie pracował jako nauczyciel muzyki i organista w Kołomyi i Stanisławowie. Jego brat, Teofil Wiśniowski był architektem, wybudował kilka cukrowni w Mandżurii i zaprojektował szereg domów w Warszawie m.in. w Kolonii Lubeckiego.
Tadeusz Wiśniowski mając 12 lat utracił ojca. Po ukończeniu gimnazjum w Stanisławowie w 1884, borykając się z chorobami i trudnymi warunkami materialnymi, zapisał się na Uniwersytet Jagielloński. Początkowo studiował medycynę, ostatecznie ukończył studia na Wydziale Filozoficznym, obejmujący wówczas nauki przyrodnicze. Studiował także w Wiedniu. W 1886-93 pracował kolejno: jako demonstrator w Gabinecie Geologicznym Uniwersytetu Jagiellońskiego, jako asystent prof. Władysława Szajnochy, przy porządkowaniu zbiorów geologicznych w Muzeum Komisji Fizjograficznej Akademii Umiejętności, jako asystent prof. Józefa Rostafińskiego w Katedrze Botaniki.
Chcąc polepszyć swoją sytuację finansową podjął pracę jako nauczyciel zdając w 1893 egzamin nauczycielski. Uczył kolejno w gimnazjum św. Anny w Krakowie, gimnazjum OO. Jezuitów w Chyrowie, a także w Kołomyi. Wreszcie dostał stałą posadę w VI Gimnazjum we Lwowie, pracując tam do 1909. Równolegle, cały czas pracował naukowo uzyskując w 1908 stopień doktora filozofii.
W 1908 został powołany na stanowisko profesora zwyczajnego mineralogii i geologii w Szkole Politechnicznej we Lwowie. W 1919 w wyniku zainicjowanej przez niego reorganizacji powstały dwie katedry geologiczne. On sam objął katedrę Geologii i Paleontologii, którą kierował do przedwczesnego przejścia na emeryturę z powodu złego stanu zdrowia w 1924. W latach 1912/13, 1913/14 i 1918/19 pełnił funkcję  dziekana Wydziału Chemii Technicznej Politechniki Lwowskiej, w latach 1915/16, 1916/17 i 1919/20 i 1920/21 był jego prodziekanem.
Na emeryturze przeniósł się do Warszawy, kontynuując pracę nad nieukończonym dziełem swego życia, historią geologii w Polsce. Jako emerytowany profesor zwyczajny Politechniki Lwowskiej postanowieniem prezydenta RP z 30 stycznia 1926 został mianowany profesorem honorowym tej uczelni.
W 1894 ożenił się z Urszulą Martą Podlewską, również pochodzącą z rodziny znanej z tradycji patriotycznych. Ojciec Urszuli, Karol Podlewski oraz dziadek, Jerzy Brynk byli zesłańcami. Mieli dwie córki i syna.  Maria, wyszła za mąż za Edwarda Suchardę profesora Politechniki Lwowskiej. Janina, inżynier architekt, była żoną architekta Władysława Czarneckiego. Syn Jerzy, ur. w 1895, w czasie I wojny światowej, po zajęciu Lwowa przez wojska rosyjskie, został zmobilizowany i znalazł się w Moskwie. Przebywając tam aktywnie działał jako członek konspiracyjnej Polskiej Organizacji Wojskowej m.in. śledząc ruchy pociągów wojskowych. Poszukiwany przez władze carskie zdecydował się na ucieczkę. Przedzierając się do Lwowa, zaginął bez wieści. Jego śmierć stała się życiową traumą obojga rodziców, znajdującą odbicie w całym ich późniejszym życiu.
Tadeusz Wiśniowski wraz z żoną prowadził życie bardzo skromne. Pasją jego życia były książki. Pracując na Politechnice Lwowskiej miał grono oddanych i bliskich mu przyjaciół. Należeli tu m.in. prof. prof. J. Tokarski,  S. Niementowski, S. Bryła, B. Fuliński, B. Duchowicz. W ciągu ostatnich dziesięciu lat swego życia w Warszawie organizował stałe spotkania geologiczne w małej cukierni przy placu Zamkowym. Zmarł nagle 12 grudnia 1933.

## Działalność naukowa
Początek pracy naukowej to badania nad fauną jeziorek czarnohorskich zwieńczone pierwszą publikacją naukową i jedyną jego pracą dotyczącą organizmów żywych.
Pracując w Chyrowie prowadził badania w okolicy Dobromila, gdzie odkrył faunę neokomską w Sopotniku. Ucząc w Kołomyi zajmował się utworami węgla brunatnego w miocenie podkarpackim.
Główne kierunki jego działalności naukowej Tadeusza Wiśniowskiego to:
1. Geologia i paleontologia Karpat fliszowych, Podola i ziemi krakowskiej. Na szczególne podkreślenie zasługują tu prace dotyczące: fauny iłów ornatowych okolic Krakowa (1890/1), karpackiej fauny kredowej (1906/7)  oraz arkusz Dobromil Atlasu geologicznego Galicji (1908). Interesowały go krzemienie jurajskie. Wymienić warto także jego prace wykonane w Wiedniu o faunie łupków spaskich i wieku piaskowca bryłowego, które stały się tematem wieloletnich dyskusji.
2. Historia nauk geologicznych i słownictwo to problemy którymi zajmował się przez cały okres swojej działalności naukowej, a szczególnie w ostatnich latach swego życia. Opracowywał historię nauk geologicznych zarówno w Polsce, jak i na świecie. Napisał szereg haseł i zgromadził materiały do Słownika biograficznego geologów polskich. Wiele jego prac poświęconych było słownictwu geologicznemu, bardzo jeszcze podówczas w Polsce nie usystematyzowanemu.
3. Dydaktyka. Był doskonałym nauczycielem i wykładowcą, popularyzatorem problematyki geologicznej, autorem i współautorem podręczników szkolnych takich jak: Wiadomości z mineralogii, Zasady mineralogii i geologii[2], Wiadomości z zoologii, Wiadomości z chemii i mineralogii, Zasady geologii i geografii fizycznej, Nauka o ziemi[3] – pisanych samodzielnie lub wspólnie z prof. prof. B. Duchowiczem, J. Nussbaum-Hilarowiczem, W. Pokornym, które w latach 1903-1923, doczekały się wielu wydań. Tadeusz Wiśniowski organizował dla uczniów, a później dla studentów, wiele wycieczek krajoznawczych, co w ówczesnym czasie było rzadkie. Z tych wypraw zachowało się wiele sprawozdań i fotografii.

Pozostawił w swym dorobku w sumie 67 prac drukowanych oraz cenne i bogate materiały rękopiśmienne dotyczące głównie historii geologii, słownika biograficznego geologów polskich i terminologii geologicznej. Wszystkie te materiały, bogaty księgozbiór i rękopisy (obejmujący 2530 pozycji katalogowych) oraz kolekcja minerałów zostały po jego śmierci przekazane, zgodnie z jego wolą, Muzeum Ziemi stając się podstawą tworzonej tam biblioteki i archiwum. Znaczna część spuścizny uległa zniszczeniu w czasie II wojny światowej. Na wystawie Muzeum Ziemi w 1948 eksponowany był portret Tadeusza Wiśniowskiego z gablotą zawierającą spopielone szczątki jego księgozbioru.